# Park Narodowy Yendegaia
Park Narodowy Yendegaia (hiszp. Parque Nacional Yendegaia} – chilijski park narodowy, położony na Ziemi Ognistej na pograniczu argentyńsko–chilijskim w regionie Magallanes. Graniczy z dwoma parkami narodowymi: Alberto de Agostini (Chile) i Ziemi Ognistej (Argentyna). Zarządzany przez rządową agencje Corporación Nacional Forestal. 

## Założenie
Park Narodowy Yendegaia powstał w wyniku publiczno–prywatnej współpracy pomiędzy rządem Chile a fundacją Yendegaia zajmującą się ochroną środowiska prowadzonej przez Douglasa i Kris Tompkins. Pierwsze plany utworzenia parku narodowego na tym obszarze pojawiły się w 2011 roku dla uczczenia 200-lecia powstania Chile. Powierzchnia parku wynosi  150 612 ha, z tego 111 832 ha stanowią grunty państwowe, a 38 780 ha należy do rąk prywatnych. Park narodowy powstał 12 grudnia 2013 roku. 

## Położenie
Park położony jest na południe od rzeki Azopardo i rozciąga się na obszarze łańcucha górskiego Darwin do granicy argentyńsko–chilijskiej od Kanału Beagle do jeziora Fagnano. Park Narodowy Yendegaia tworzy korytarz ekologiczny między chilijskim parkiem Alberto de Agostini a argentyńskim Ziemia Ognista. Park Narodowy Yendegaia razem z Parkiem Narodowym Ziemi Ognistej tworzą park transgraniczny.

## Fauna i flora
Na terenie parku narodowego występują skupiska buku południowego w tym gatunku Nothofagus dombeyi i Nothofagus pumilio oraz Drimys winteri z rodziny winterowatych. Ponadto występuje 128 gatunków roślin naczyniowych. Wśród fauny występują m.in.: lis andyjski i gatunek zagrożony wydra południowa oraz 49 gatunków ptaków w tym m.in.: magelanka rudogłowa.